# Lampona
Lampona je rod pauka iz porodice Lamponidae rasprostranjenih u Australiji, i svega jedan predstavnik u Novoj Gvineji (L. papua). Neke vrste su možda uvezene u Novom Zelandu. Većina vrsta otkrivena je tek 2000 godine, dok je tipični predstavnik L.cylindrata otkriven još 1866. a rasprostranjen je po Australiji, Tasmaniji te na Novom Zelandu.
Po rodu Lampona porodica je dobila ime i dugo vremena smatrana je potporodicom porodice Gnaphosidae.
Pauci porodice Lamponidae narastu između 13 - 18 mm. Noćni su lovci koji se hrane prvenstveno drugim paucima. Kriju se ispod kore drveća i ispod trupaca. Takozvani bjelorepi pauci, izvorno zvani White-tailed spiders, dvije su vrste iz ovog roda (L. cylindrata i L. murina), koje su iz Australije uvezeni na Novi Zeland, a ime su dobili po blijedom vrhu na kraju abdomena.
Do većine ugriza ovih pauka kod ljudi dolazi prilikom spavanja i za vrijeme oblaćenja.

### LamponaThorell, 1869
1. Lampona airlie Platnick, 2000
2. Lampona allyn Platnick, 2000
3. Lampona ampeinna Platnick, 2000
4. Lampona barrow Platnick, 2000
5. Lampona braemar Platnick, 2000
6. Lampona brevipes L. Koch, 1872
7. Lampona bunya Platnick, 2000
8. Lampona carlisle Platnick, 2000
9. Lampona chalmers Platnick, 2000
10. Lampona chinghee Platnick, 2000
11. Lampona cohuna Platnick, 2000
12. Lampona cudgen Platnick, 2000
13. Lampona cumberland Platnick, 2000
14. Lampona cylindrata (L. Koch, 1866) tipična vrsta
15. Lampona danggali Platnick, 2000
16. Lampona davies Platnick, 2000
17. Lampona dwellingup Platnick, 2000
18. Lampona eba Platnick, 2000
19. Lampona ewens Platnick, 2000
20. Lampona fife Platnick, 2000
21. Lampona finke Platnick, 2000
22. Lampona finnigan Platnick, 2000
23. Lampona flavipes L. Koch, 1872
24. Lampona foliifera Simon, 1908
25. Lampona garnet Platnick, 2000
26. Lampona gilles Platnick, 2000
27. Lampona gosford Platnick, 2000
28. Lampona hickmani Platnick, 2000
29. Lampona hirsti Platnick, 2000
30. Lampona kapalga Platnick, 2000
31. Lampona kirrama Platnick, 2000
32. Lampona lamington Platnick, 2000
33. Lampona lomond Platnick, 2000
34. Lampona macilenta L. Koch, 1873
35. Lampona mildura Platnick, 2000
36. Lampona molloy Platnick, 2000
37. Lampona monteithi Platnick, 2000
38. Lampona moorilyanna Platnick, 2000
39. Lampona murina L. Koch, 1873
40. Lampona olga Platnick, 2000
41. Lampona ooldea Platnick, 2000
42. Lampona papua Platnick, 2000
43. Lampona punctigera Simon, 1908
44. Lampona pusilla L. Koch, 1873
45. Lampona quinqueplagiata Simon, 1908
46. Lampona ruida L. Koch, 1873
47. Lampona russell Platnick, 2000
48. Lampona spec Platnick, 2000
49. Lampona superbus Platnick, 2000
50. Lampona talbingo Platnick, 2000
51. Lampona taroom Platnick, 2000
52. Lampona terrors Platnick, 2000
53. Lampona torbay Platnick, 2000
54. Lampona tulley Platnick, 2000
55. Lampona walsh Platnick, 2000
56. Lampona whaleback Platnick, 2000
57. Lampona yanchep Platnick, 2000